# FC Apatride UTD
FC Apatride UTD (Апатридски фудбалски клуб) је четворочлани српски рутс реге бенд из Београда, основан 2005. године.

## Историјат
Бенд је основан 2005. године у Београду од стране Абделрахима Кејравија, реге извођача из Судана. Поред Абделрахима Кејравија на вокалу, поставу бенда чине Антоније Игрутиновић (гитара и пратећи вокал), Драган Станић (бас) и Иван Хоцевар (бубњеви, акустична гитара и пратећи вокал).
Први албум под називом On The Frontline Menu објавили су 2006. године за издавачку кућу Makafresh из Париза. Други албум, Them објавили су 2007. године такође за француску издавачку кућу Makafresh, а на њему се нашло једанаест песама, од којих је песма Serbia '99 која говори о НАТО агресији над СРЈ, најпознатија широј јавности. Године 2008. објавили су ЕП Rural, 2009. за издавачку кућу Urban Sedated Records ЕП War Party, а 2010. године трећи студијски албум под називом 
У септембру 2017. године бенд је објавио песму Desert Lion, нумера је добила и спот, а по речима чланова бенда, песма говори о позадини империјалистичке интервенције у Либији. Desert Lion уједно је био сингл који је најавио двоструки албум под називом Roots History Book ‎, објављен крајем 2017. године. Почетком фебруара 2019. године, бенд је објавио пети студијски албум под називом Third Worldism, за издавачку кућу Earth Works Outernational из Холандије. Крајем новембра 2018. године објављен је кратки филм о снимању албума Third Worldism, током боравка чланова бенда у Амстердаму.

## Дискографија

### Студијски албуми
- On The Frontline Menu (2006)
- Them (2007)
- Firing the truth (2010)
- Roots History Book ‎ (2017)
- Third Worldism ‎ (2019)

### ЕП
- Rural (2009)
- War party (2010)

### Спотови
- Nah with 'em - US elections 2008
- Fallujah - From the movie "Fear not the path of the truth"
- Desert Lion about the imperialist intervention in Libya
- Eyes of Cochise - On Indigenous struggle
- Big Bang - The creation
- Ah, Come! - Migration crisis